# Partula otaheitana
Partula otaheitana é uma espécie de gastrópode da família Partulidae.
É endémica de Polinésia Francesa. Está em perigo crítico na natureza como resultado da introdução da espécie predadora Euglandina rosea, em 1977.